# كايل ماكفيرسون
كايل ماكفيرسون (بالإنجليزية: Kyle McPherson)‏ هو لاعب كرة قاعدة أمريكي، ولد في 11 نوفمبر 1987 في موبيل في الولايات المتحدة.

## وصلات خارجية
- كايل ماكفيرسون على موقع دوري كرة القاعدة الرئيسي (الإنجليزية)
- كايل ماكفيرسون على موقعبيزبول رفرنس.كوم (الدوري الرئيسي) (الإنجليزية)
- كايل ماكفيرسون على موقعبيزبول رفرنس.كوم (الدوري الثانوي) (الإنجليزية)
- كايل ماكفيرسون على موقع إي إس بي إن.كوم (أم.أل.بي) (الإنجليزية)
- كايل ماكفيرسون على موقع مشجعي الرسوم البيانية (الإنجليزية)